# Phryganopsyche latipennis
Phryganopsyche latipennis is een schietmot uit de familie Phryganopsychidae. De soort komt voor in het Oriëntaals en het Palearctisch gebied.